# David E. Twiggs
David Emanuel Twiggs (Contea di Richmond, 14 febbraio 1790 – Augusta, 15 luglio 1862) è stato un generale statunitense.
Veterano di tutte le principali guerre americane del XIX secolo e con una carriera cinquantennale, allo scoppio della guerra di secessione nel 1861 era uno dei comandanti più importanti dell'esercito americano: al comando dei reggimenti di stanza in Texas, pareva in procinto di succedere all'anziano generale Winfield Scott come comandante in capo dell'intera forza militare statunitense. Tuttavia, per via della sua origine georgiana, si arrese ai sudisti senza combattere, consegnando agli Stati Confederati d'America armi, munizioni, armamenti e rifornimenti per più di un milione di dollari, di fatto finanziando e accelerando l'inizio delle ostilità.
Espulso dall'esercito degli Stati Uniti per alto tradimento, fu nominato generale dell'esercito degli Stati Confederati; tuttavia, date le cattive condizioni di salute, si dimise poco dopo dal suo incarico e morì nel giro di un anno. Anche se la sua figura al giorno d'oggi è quasi dimenticata, per le sue azioni ha ancora la fama di traditore. Fu il generale confederato più anziano a prestare servizio durante la guerra civile americana.

## Biografia

### Origini

#### Famiglia
David Emanuel Twiggs nacque nel 1790 nella piantagione Good Hope, nella contea di Richmond, in Georgia, proprietà del padre John Twiggs e di sua moglie Ruth Emanuel. Era il terzo di quattro figli: i suoi fratelli erano Sarah (1784-1856), George (1789-1853) e Levi (1793-1847); entrambi i fratelli, come lui, avrebbero fatto carriera nell'esercito.
La sua era una famiglia molto in vista: John Twiggs era stato generale della milizia della Georgia durante la guerra d'indipendenza americana (gli sarebbe persino stata dedicata una contea mentre era ancora in vita), mentre lo zio materno David Emanuel, in onore del quale il futuro generale venne battezzato, sarebbe diventato governatore della Georgia nel 1801.

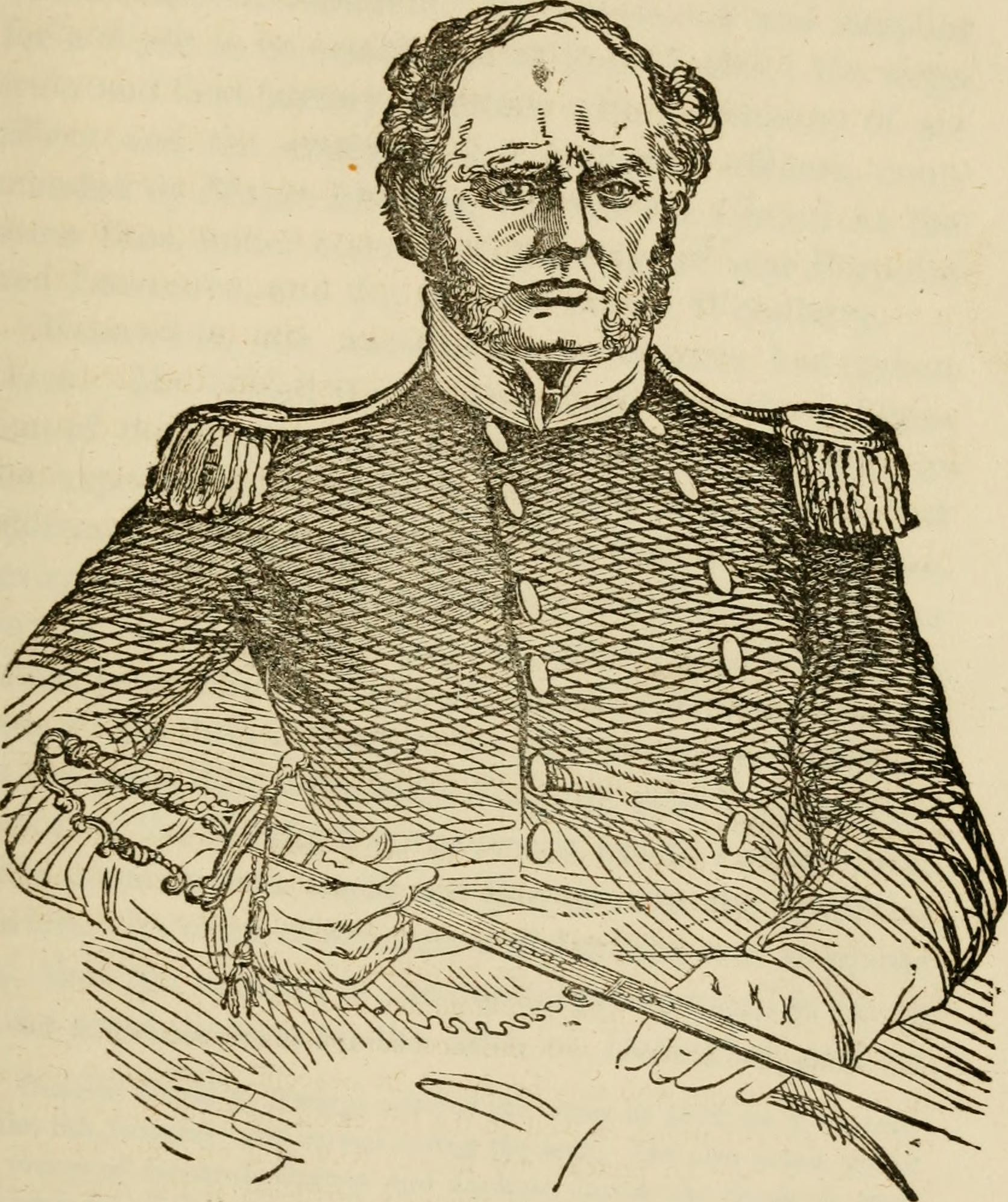
Disegno di David E. Twiggs

#### Fisico e personalità
David E. Twiggs era alto 6 piedi e 2 pollici (circa 1,85 metri) ed era per questo molto prestante. Non aveva tuttavia una salute molto robusta, e cadeva spesso ammalato; nonostante la lunga carriera nell'esercito, la salute malferma sarebbe stata una costante di tutta la sua vita. Di solito si lasciava crescere i capelli e i baffi fino a formare dei favoriti, che divennero uno dei suoi tratti distintivi (anche se saltuariamente si tagliava i baffi).
Di indole fiera e altamente competitiva, era uno dei comandanti più aggressivi dell'esercito americano ed era spesso incline allo scontro anche con i commilitoni; non godette quindi mai di grande popolarità, né tra i sottoposti né tra i superiori. Aveva scarse doti strategiche, compensate dal notevole e a volte eccessivo spirito d'iniziativa.

### Carriera militare

#### Inizi
Inizialmente studente di legge all'università della Georgia, David E. Twiggs si offrì volontario durante la guerra del 1812, e fece presto carriera nell'esercito divenendo capitano dell'8º Reggimento Fanteria il 12 marzo 1812. Combatté nella guerra contro il Regno Unito (anche se non partecipò a particolari azioni), e due anni più tardi venne promosso maggiore brevettato del 7º Reggimento Fanteria. Inizialmente congedato, venne riammesso nell'esercito l'anno successivo grazie alle connessioni politiche del padre.
Nel 1816 venne assegnato a presidio delle frontiere meridionali sotto il comando di Andrew Jackson, poi succeduto da Edmund P. Gaines; quest'ultimo gli ordinò di fondare un nuovo forte al confine tra il territorio dell'Alabama e la Florida spagnola. Twiggs fondò così Fort Crawford (oggi in Alabama), mentre l'anno successivo venne trasferito e divenne comandante di Fort Scott, nella Georgia meridionale, sempre al confine con la colonia spagnola.

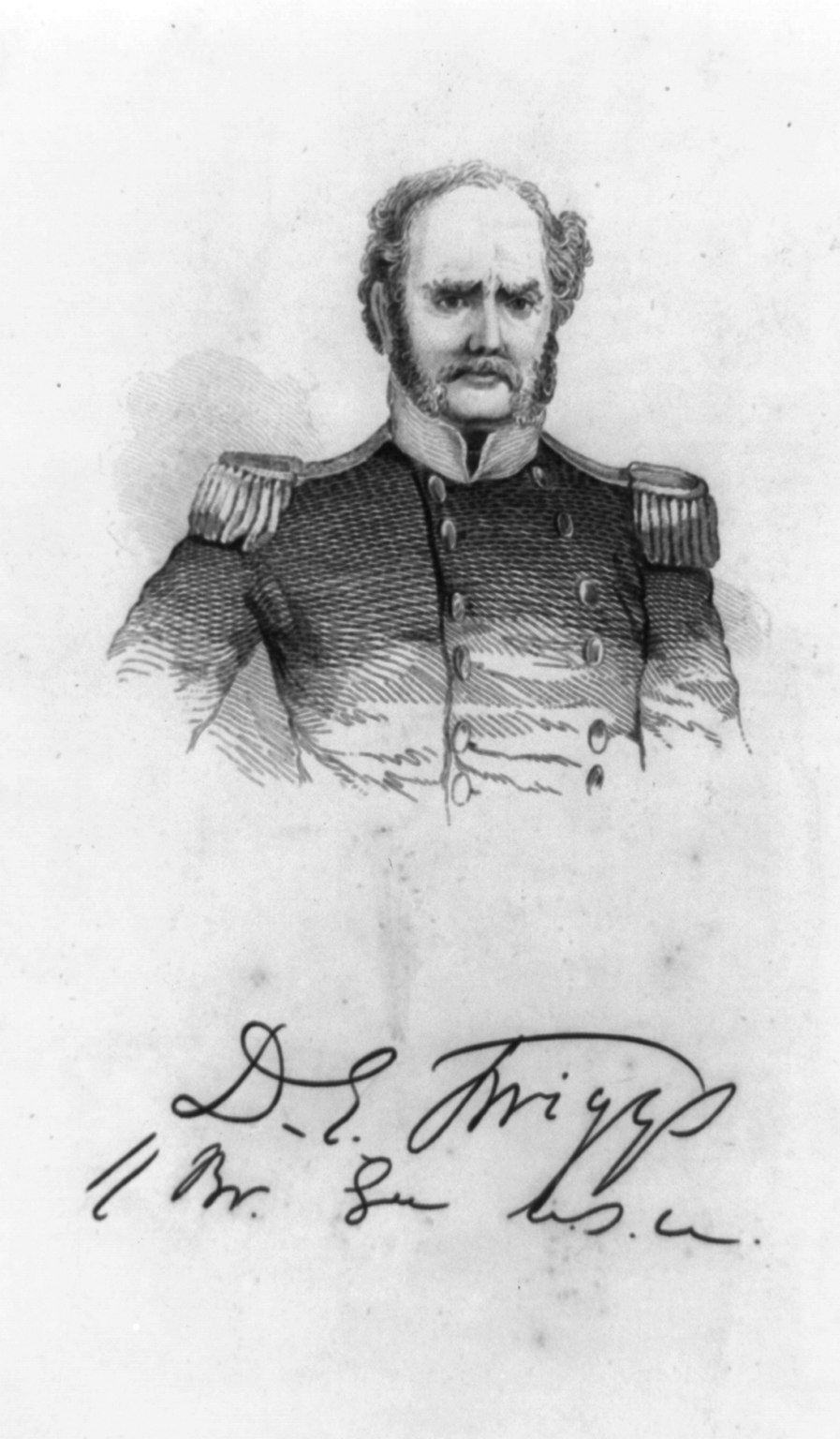
Ritratto e firma di David E. Twiggs (1850 circa)

#### Guerre contro i nativi
In questo periodo cominciò a scontrarsi con i nativi americani, che nel corso della sua carriera sarebbero stati i suoi principali avversari. In particolare, dietro ordine del generale Gaines, cominciò a fare pressioni da Fort Scott contro i Seminole; fu proprio Twiggs che, attaccando la tribù dei Bastoni Rossi nella battaglia di Fowltown il 21 novembre 1817, fece scoppiare la prima guerra seminole.
Assunse poi il comando del 28º Reggimento Fanteria nel 1825 come maggiore a pieno titolo. Nel 1828 fu inviato nel Wisconsin sempre per fondare un forte, posto in posizione strategica tra i fiumi Fox e Wisconsin. Nacque così Fort Winnebago presso Portage, che divenne una base operativa statunitense durante la guerra di Falco Nero, alla quale Twiggs non prese parte poiché ammalatosi di colera mentre marciava verso il Midwest con i rinforzi da New York. Per la sua condotta esemplare guadagnò il grado di tenente colonnello nel 1831. Nel 1832 fu invece inviato in Carolina del Sud per mantenere l'ordine pubblico in seguito alla crisi della Nullificazione ed evitare che scoppiassero sommosse. In seguito il suo vecchio superiore Andrew Jackson, eletto presidente degli Stati Uniti e con cui era ancora in buoni rapporti, gli assegnò il comando dell'arsenale di Augusta.
Twiggs fu poi nominato colonnello del 2nd Cavaly Regiment, un'unità di nuova costituzione, nel 1836. Inviato in Florida per combattere nelle guerre seminole, si guadagnò il soprannome di "Tigre del Bengala" per la sua condotta feroce. Adottò infatti una nuova strategia contro i Seminole: piuttosto che aspettare passivamente che si mostrassero, come avevano fatto fino ad allora i comandanti americani, cominciò ad attaccarli sistematicamente e a respingerli sempre più verso l'interno delle Everglades. Nonostante la mancanza di scontri risolutivi la strategia di Twiggs ebbe successo, anche se non tutti i Seminole furono sgominati.
Ciò tuttavia non gli impediva di essere a volte accomodante con i nativi, come quando contrattò col capo ribelle Holata Micco per farsi consegnare i responsabili dell'attacco ad una famiglia di coloni nel 1849. Tra il 1849 e il 1850 si occupò inoltre di trattare con gli ultimi Seminole riguardo la loro espulsione dalla Florida, tentando fino alla fine la via diplomatica.

#### Guerra contro il Messico

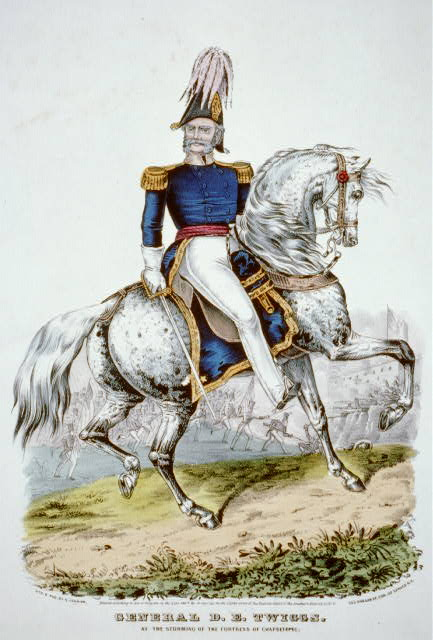
Il generale Twiggs guida la carica dei soldati americani alla battaglia di Chapultepec (disegno di N. Currier, New York, 1847)

In seguito, durante la guerra messico-statunitense, Twiggs si unì all'armata di Zachary Taylor e ancora una volta si dimostrò uno dei comandanti più propositivi, guidando spesso l'avanzata. La campagna messicana non cominciò tuttavia nel migliore dei modi: temporaneamente stanziato a Corpus Christi con i carri dei rifornimenti, entrò in conflitto con William J. Worth, secondo in comando di Taylor, su chi dei due vantasse più anzianità di servizio; la faccenda s'ingigantì al punto che dovette intervenire il presidente James Polk, che si pronunciò in favore di Twiggs. Worth abbandonò infine la campagna, lasciando di fatto il rivale come proprio sostituto.
Twiggs si distinse nelle battaglie di Palo Alto e Resaca de la Palma. Per le sue azioni fu promosso brigadier generale brevettato nel 1846, e comandò una divisione nella battaglia di Monterrey (anche se non direttamente per via di un temporaneo peggioramento della sua salute), divenendo poi governatore militare della città. Si unì in seguito all'armata del generale Winfield Scott, guidando la carica alla battaglia di Cerro Gordo: incontrando in maniera fortuita le truppe del generale Antonio López de Santa Anna, decise di assalirle e forzò il resto dell'esercito a seguirlo nell'attacco. La battaglia fu un successo tattico, ma un fallimento strategico, poiché il cedimento prematuro della resistenza dei messicani permise a Santa Anna di ritirare il grosso delle sue forze verso Città del Messico.
(Il generale Twiggs alla battaglia di Cerro Gordo.)
Si distinse nuovamente alle battaglie di Contreras e Churubusco, venendo poi ferito durante la battaglia di Chapultepec (mentre suo fratello, il maggiore Levi Twiggs, vi trovò la morte; suo nipote, il tenente George D. Twiggs, era rimasto ucciso un mese prima in una scaramuccia). Infine, dopo aver preso parte alla caduta di Città del Messico, fu governatore militare di Veracruz tra il 1847 e il 1848. A differenza di Zachary Taylor, Winfield Scott non aveva una grande opinione di Twiggs, definendolo «inadatto a guidare un'armata, sia in presenza che in assenza del nemico».
Per i suoi meriti di guerra divenne maggior generale e ricevette una spada cerimoniale dal Congresso degli Stati Uniti. Nel 1847 fu inoltre uno dei membri fondatori dell'Aztec Club, una società militare di ufficiali che avevano prestato servizio nella guerra messicana (tra cui molti futuri avversari nella guerra di secessione americana, come Ulysses S. Grant e Robert E. Lee).

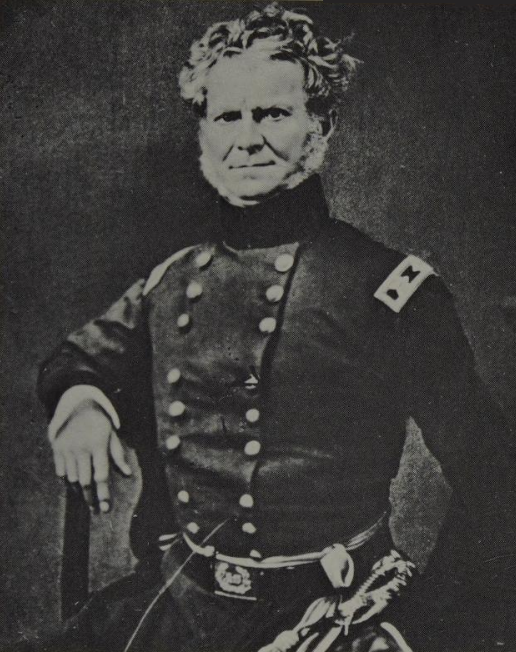
Fotografia di generale americano con spada del Congresso (Mathew B. Brady); per lungo tempo il soggetto della foto è stato identificato con David E. Twiggs, mentre alcuni vi riconoscono piuttosto il rivale William J. Worth

### La guerra civile

#### A presidio del Texas
Una volta finita la guerra contro il Messico, inizialmente fu comandante in capo delle truppe di stanza nel Midwest, mentre nel 1857 gli fu conferito il comando di tutta la frontiera del Texas. Vi rimase fino allo scoppio della guerra civile, stabilendo il suo quartier generale a San Antonio. A guardia del confine messicano Twiggs disponeva di una parte consistente degli effettivi militari degli Stati Uniti, ed era per questo una posizione di vitale importanza.
Nel 1861, all'apertura delle ostilità, era uno degli unici quattro generali allora in servizio nell'esercito americano; gli altri erano il suo vecchio comandante Winfield Scott, poi John E. Wool e William S. Harney, entrambi suoi commilitoni durante la guerra messicana. Poiché all'epoca non c'era pensionamento obbligatorio per gli ufficiali, tutti e quattro erano ormai anziani, e tre di loro avevano prestato servizio nella guerra del 1812, avvenuta ben mezzo secolo prima. In quanto ad anzianità Twiggs era il secondo dopo Scott, e tutto faceva prevedere che gli sarebbe presto succeduto alla guida dell'esercito americano.

#### La guerra si avvicina
Durante buona parte del 1860 Twiggs fu assente dal comando per via dell'ennesima ricaduta di fisico, e venne temporaneamente sostituito dall'allora colonnello Robert E. Lee. Percependo tuttavia l'imminenza della guerra civile, rientrò anticipatamente in Texas il 13 dicembre dello stesso anno. In occasione del congedo di Lee dal comando, pare che Twiggs gli confidasse di ritenere la secessione ormai inevitabile, e che progettava di raggiungere presto a New Orleans la propria famiglia. Voci su milizie filo-secessioniste in procinto di agire costrinsero Twiggs a disperdere i propri uomini per tutto il Texas, e la guarnigione di San Antonio rimase particolarmente ridotta.
Cercando di capire come comportarsi, scrisse a Washington D.C. prima per ricevere degli ordini precisi e poi chiedendo di essere sollevato dal comando, ma le risposte furono assai lente e tardive (anziché corrieri militari veniva usato il normale servizio postale). Leale servitore dell'Unione, si sentiva tuttavia molto legato alla sua terra natale, la Georgia, e non aveva alcuna intenzione di combattere contro i suoi concittadini; Twiggs non fece quindi mistero delle sue intenzioni di trattare con le autorità locali texane, lasciando intendere che in assenza di direttive dal governo centrale si sarebbe arreso. Il presidente James Buchanan gli ordinò infine di non attaccare eventuali insorti e di limitarsi a difendere le proprietà federali.

#### La resa

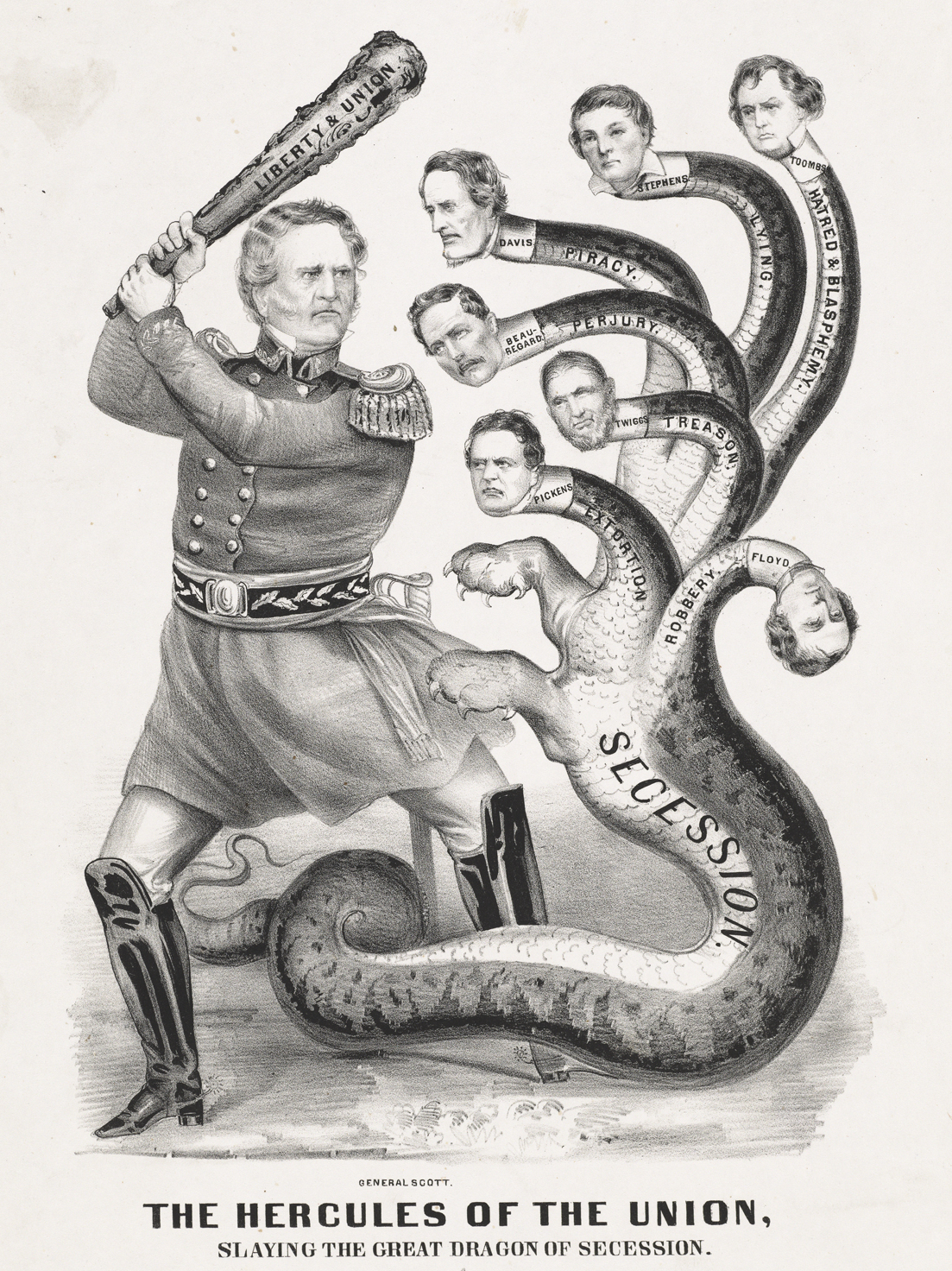
Stampa propagandistica che raffigura il generale Winfield Scott, nelle vesti di Ercole, intento a combattere l'idra di Lerna, le cui teste sono quelle dei principali "traditori" confederati (dall'alto verso il basso: Robert Toombs, Alexander H. Stephens, Jefferson Davis, Pierre Beauregard, David E. Twiggs, Francis W. Pickens e John B. Floyd)

Quando gli Stati sudisti iniziarono a secedere dal governo centrale, nella prima metà del febbraio 1861 il generale Twiggs incontrò un trio di commissari confederati, tra cui Benjamin McCulloch e Samuel A. Maverick; dopo essere stato temporaneamente arrestato, il 18 febbraio decise di arrendersi senza combattere. Twiggs aveva cercato di rimanere fedele agli Stati Uniti il più a lungo possibile, ma il precipitare degli eventi l'aveva forzato a prendere una decisione; il governo di Washington, a causa delle sue simpatie sudiste, aveva quindi tentato di sostituirlo all'ultimo momento col suo secondo, il colonnello newyorkese Carlos A. Waite, smaccatamente unionista, ma ciò avvenne troppo tardi per impedire la resa.
Il passaggio di consegne avvenne in modo ordinato, e tutti gli effettivi di cui disponeva Twiggs passarono in mani sudiste: alla Confederazione finirono così tutti i forti e i distaccamenti del Texas (incluso l'iconico Fort Alamo, dov'era concentrata la maggior presenza federale) e la totalità dei materiali ivi presenti (44 cannoni, 400 pistole, 1900 moschetti, 5500 libbre di polvere da sparo, 300 carri, 1450 muli e 80 cammelli) per un valore totale di 1 300 000 dollari. Non fu tuttavia una resa incondizionata, e dietro richiesta di Twiggs tutti i soldati poterono conservare le armi personali, le bandiere e gli stendardi unionisti. Non tutti i suoi sottoposti comunque accettarono la resa: mentre la maggior parte abbandonò il Texas via nave nel giro di pochi giorni, quelli che allo scoppio della guerra erano ancora al proprio posto vennero fatti prigionieri.
Il tradimento di Twiggs e la sua resa furono determinanti per la neonata Confederazione, permettendole di acquisire in pochissimo tempo un notevole potere militare. Del resto il generale non aveva mai nascosto le proprie propensioni filo-secessioniste, e il disastro era in buona parte colpa dell'inefficienza dell'autorità centrale statunitense; infine, se anche avesse provato a resistere, il colonnello McCulloch era stato autorizzato dal governo texano ad attaccarlo con tutte le forze a sua disposizione, e il generale aveva allora preferito evitare un inutile spargimento di sangue.
Queste circostanze non impedirono che Twiggs venisse usato come capro espiatorio, tanto che nel Nord divenne noto come "il Traditore Twiggs", venendo accostato al traditore americano per antonomasia Benedict Arnold. A peggiorare la fama del generale fu la battaglia di Fort Sumter, avvenuta quasi due mesi più tardi, da molti considerata il diretto contraltare alla sua "resa disonorevole". Al Sud invece venne onorato come un eroe, e al suo arrivo a New Orleans venne accolto trionfalmente. L'impressione derivata dalla sua resa è rimasta a lungo nella memoria collettiva americana, tanto che lo storico Stewart Sifakis affermò che "rese il suo più grande servizio alla Confederazione mentre indossava ancora la divisa blu dell'Unione".

#### Servizio confederato
Twiggs fu espulso con disonore dall'esercito degli Stati Uniti dal presidente Buchanan il 1º marzo 1861 per "tradimento alla bandiera del suo paese", unico generale in carica a disertare l'Unione per la Confederazione durante la guerra.
Rientrò allora a New Orleans, venendo poco dopo ammesso nell'esercito confederato col proprio grado originario e divenendo governatore militare della città (oltre che del Mississippi e dell'Alabama meridionali). A quel punto era già entrato in azione il Piano Anaconda ideato da Winfield Scott, ovvero un massiccio blocco navale agli Stati del Sud per strangolarne l'economia; New Orleans era uno dei porti che più risentiva del blocco, e Twiggs, sospettando che gli unionisti della città stessero rifornendo le navi a largo, predispose controlli e perquisizioni su tutte le imbarcazioni in partenza.
Il generale era però già ultrasettantenne e in cattive condizioni di salute. Per sua stessa ammissione incapace di ricoprire i ruoli assegnatigli, in seguito alle lamentele del governatore della Louisiana Thomas O. Moore rassegnò le dimissioni prima di poter assumere qualsiasi vero servizio attivo. Al comando di New Orleans gli successe il maggior generale Mansfield Lovell, già suo sottoposto durante la campagna messicana e che poco dopo perderà la città a favore degli unionisti, e si ritirò a vita privata l'11 ottobre 1861.

### Vita privata, morte e sepoltura

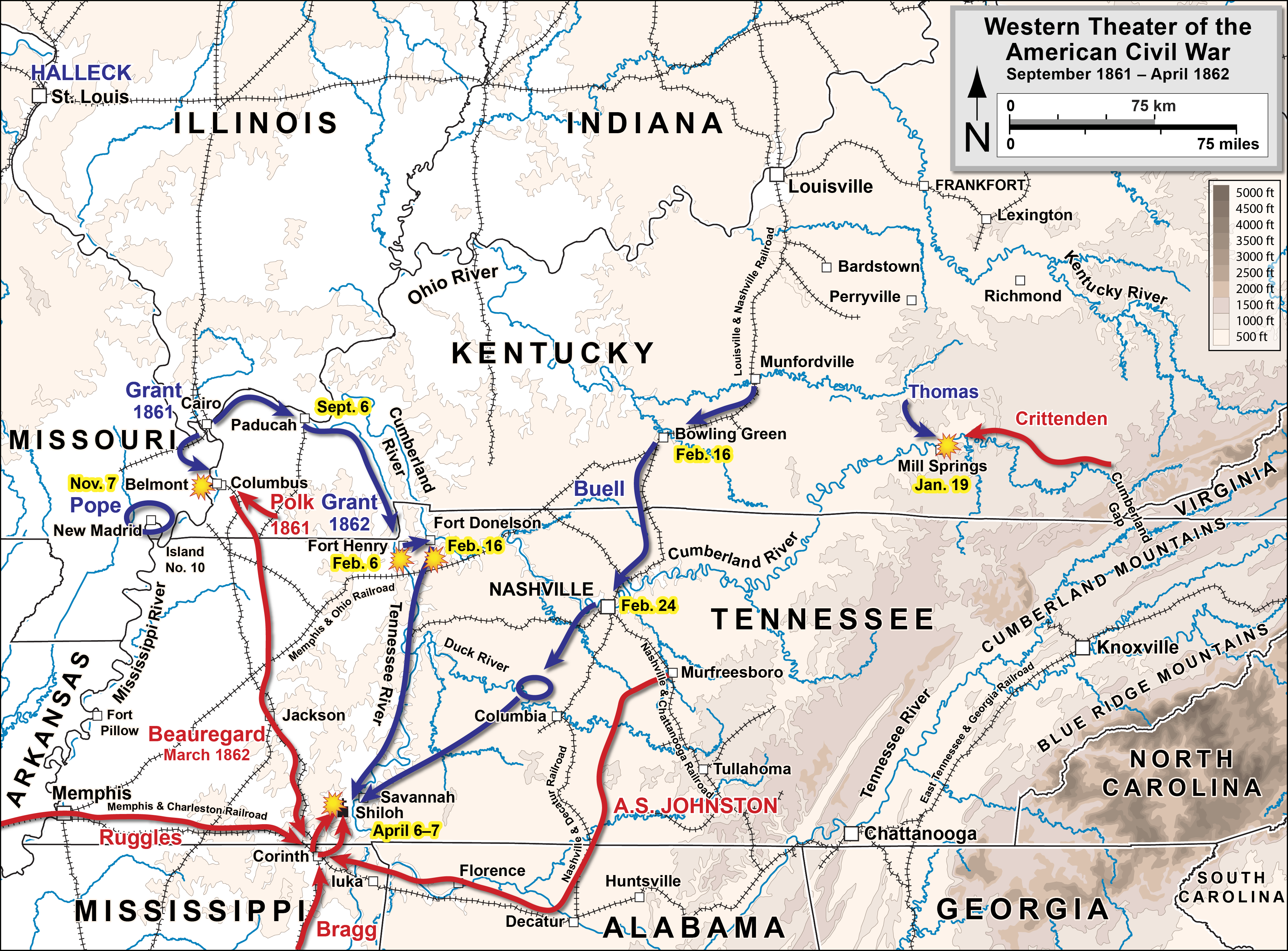
L'invasione nordista del Tennessee, culminata nella battaglia di Shiloh nell'aprile 1862, indusse l'ormai ex-generale Twiggs alla fuga per evitare di essere catturato e condannato (probabilmente a morte) per alto tradimento

David Twiggs si sposò con Elizabeth Hunter (1809-1840), la quale gli diede due figli, David (1829-1893) e Marion Isabelle (1838-1893), sposata al colonnello Abraham C. Myers e madre del generale John Twiggs Myers, che combatté in tutti i principali conflitti statunitensi a cavallo tra il XIX e il XX secolo (dalla guerra ispano-americana alla prima guerra mondiale). Durante la guerra civile David, a differenza del padre, combatté nelle file dell'Unione. Dopo la morte della prima moglie il generale si sposò nuovamente; il nome della seconda moglie non è noto, mentre qualche fonte riporta una tale "signora Hunt" di New Orleans. Dal secondo matrimonio ebbe un altro figlio, John W. Twiggs (1855-1922), rimasto orfano in giovane età e di cui si occupò la sorella Marion. Nonostante la condotta controversa, David E. Twiggs funse da esempio per i suoi discendenti, alcuni dei quali furono battezzati in suo onore e fecero a loro volta carriera nell'esercito statunitense.
Dopo aver lasciato l'esercito confederato David E. Twiggs si ritirò inizialmente in Mississippi, ma l'avanzata delle truppe dell'Unione verso sud lo costrinse a trasferirsi in tutta fretta ad Augusta, dove morì poco dopo di polmonite, il 15 luglio 1862. Era stato il generale confederato più anziano in carica durante la guerra di secessione.
Venne sepolto nel cimitero privato della sua famiglia all'interno della piantagione Good Hope, lì dov'era nato. Oggi la piantagione non esiste più, in quanto essa e i terreni circostanti vennero in seguito sfruttati per costruire l'aeroporto di Augusta, ma la porzione del cimitero sopravvive ancora oggi.

### Annotazioni
1. ↑  Seppur brevemente e non attivamente a causa delle precarie condizioni di salute. Cfr. Winters 1963.
2. ↑  Alcune fonti dicono che John Twiggs ebbe sei figli, ma se così di due di essi non sono pervenute informazioni. Cfr. (EN) Russell Brown, John Twiggs, su New Georgia Encyclopedia. URL consultato il 6 maggio 2021 (archiviato dall'url originale il 26 ottobre 2022).
3. ↑  Le attività di Twiggs in questo periodo sono state ricostruite grazie a trascrizioni di lettere e dispacci emessi durante le operazioni statunitensi sulla frontiera meridionale, avvenute tra il 1816 e il 1817. Cfr. Waters 1975.
4. ↑  Paradossalmente la promozione rimandava alla battaglia di Monterrey, dove tuttavia Twiggs non aveva avuto alcun ruolo attivo. Con molta probabilità fu il generale Taylor a favorirlo, in opposizione a molti altri subordinati che riteneva meno leali. Cfr. (EN) David Emanuel Twiggs, su prabook.com (archiviato dall'url originale il 1º febbraio 2023).
5. ↑  
«In testimony of the high sense entertained by congs of his gallantry and good con in storming Monterey.»
(Risoluzione del Congresso degli Stati Uniti del 2 marzo 1847.) Cfr. Heitman 1903, p. 976.
6. ↑  Circa 2600 uomini, su un totale di 17 000 unità stabili (quindi il 15% di tutto l'esercito). Cfr. Silkenat 2019, p. 43.
7. ↑  Circa 44 000 000 di dollari odierni. Cfr. (EN) ICP Inflation Calculator, su in2013dollars.com.
8. ↑  Le testimonianze sulla resa di Twiggs sono conflittuali: se da una parte testimoni oculari riportarono il generale come moralmente abbattuto e sull'orlo del pianto, altri pensarono che lui e McCulloch fossero già d'accordo nell'inscenare una drammatica resa. Cfr. Silkenat 2019, p. 46 e ed. Yoseloff 1956, p. 34.
9. ↑  Nonostante fosse già stato eletto, Abraham Lincoln si sarebbe insediato solo tre giorni dopo, il 4 marzo.
10. ↑  Ironicamente l'Aiutante Generale Samuel Cooper, che aveva reso ufficiale ed effettiva l'espulsione di Twiggs, sarebbe a sua volta passato poco dopo alla causa confederata. Cfr. (EN) Samuel Cooper, Espulsione del generale David E. Twiggs dall'esercito statunitense, Washington, 1º marzo 1861.
11. ↑  Pare che, a causa delle precarie condizioni fisiche, non riuscisse neanche più a lasciare il proprio quartier generale. Cfr. Winters 1963, p. 64.
12. ↑  Oltre al citato nipote John T. Myers, vi furono anche i tenenti comandanti della US Navy David Twiggs Chalmers (1887-1929, Cfr. (EN) LCDR David Twiggs Chalmers, su it.findagrave.com.) ed Heyward Myers Pepper (1918-1981, Cfr. (EN) Emily T. Cooperman, Heyward Myers Pepper, su it.findagrave.com.) e infine il sergente Joseph Trevanion Thayer (1949-2020), decorato con la Purple Heart (Cfr. (EN) Joseph Trevanion "Joe" Thayer III, su it.findagrave.com.). Inoltre, la nipote di David T. Chalmers, Elizabeth Chalmers, fu la prima moglie del militare e canottiere olimpionico Edwin Graves, medaglia d'oro alle olimpiadi di Anversa del 1920 (Cfr. (EN) Elizabeth Charlmers Bryant Adams, su it.findagrave.com.).

### Riferimenti
1. 1 2 3 4 5 6 7 8 9 10 11 12 13 14 15 16 17 18 19 20 21 22 23 24 25 26 27  (EN) Thomas W. Cutrer e David P. Smith, Twiggs, David Emanuel, su www.tshaonline.org. URL consultato il 5 maggio 2021 (archiviato dall'url originale il 26 gennaio 2023).
2. 1 2 3 4 5 6 7 8 9 10 11 12 13 14 15 16 17 18 19 20 21 22 23 24 25  (EN) David Emanuel Twiggs, su aztecclub.com. URL consultato il 21 febbraio 2023 (archiviato dall'url originale il 26 gennaio 2023).
3. 1 2 3 4 5 6 7 8 9 10 11  (EN) Gen. David Emanuel Twiggs, su it.findagrave.com. URL consultato il 22 febbraio 2023 (archiviato dall'url originale il 7 ottobre 2022).
4. 1 2 3 4 5 6 7 8 9 10 11 12 13 14 15 16 17 18 19  Warner 2002, p. 312.
5. 1 2 3 4 5 6 7 8 9 10 11 12 13 14 15 16 17 18 19  (EN) David Emanuel Twiggs, su library.uta.edu. URL consultato il 3 ottobre 2022 (archiviato dall'url originale l'8 luglio 2013).
6. 1 2 3 4 5 6 7 8 9 10 11 12 13 14 15 16  ed. Appleton 1863, p. 775.
7. 1 2 3 4 5 6 7 8 9 10 11 12 13 14 15 16 17 18 19 20 21 22 23 24  (EN) David Emanuel Twiggs, su prabook.com. URL consultato il 24 febbraio 2023 (archiviato dall'url originale il 1º febbraio 2023).
8. ↑  (EN) Maj. George L. Twiggs, su it.findagrave.com. URL consultato il 1º marzo 2023 (archiviato dall'url originale il 1º febbraio 2023).
9. 1 2  (EN) Levi Twiggs, su it.findagrave.com. URL consultato il 1º marzo 2023 (archiviato dall'url originale il 18 dicembre 2022).
10. 1 2 3  Johnson 2007, p. 21.
11. 1 2 3 4 5 6 7 8 9  Tucker 2013, p. 671.
12. ↑  (EN) Kenneth K. Krakow, T (PDF), in Georgia Place-names, 1975,  p. 234, ISBN 0-915430-00-2.
13. ↑  (EN) Russell Brown, John Twiggs, su New Georgia Encyclopedia. URL consultato il 6 maggio 2021 (archiviato dall'url originale il 26 ottobre 2022).
14. ↑  (EN) Russell Brown, David Emanuel, su georgiaencyclopedia.org. URL consultato il 1º febbraio 2023 (archiviato dall'url originale il 19 dicembre 2022).
15. 1 2 3  Johnson 2007, p. 22.
16. 1 2  Johnson 2007, p. 69.
17. 1 2 3 4 5 6 7 8 9 10  Heitman 1903, p. 976.
18. ↑  Waters 1975, p. 2.
19. ↑  Waters 1975, p. 3.
20. ↑  Waters 1975, pp. 13-16.
21. 1 2  Covington 1993, p. 41.
22. ↑  Tucker 2013, p. 257.
23. ↑  Covington 1993, p. 42.
24. 1 2  Covington 1993, pp. 119-121.
25. ↑  Covington 1993, pp. 116-118.
26. ↑  Johnson 2007, p. 63.
27. ↑  Tennery, pp. xxxii-xxxiii.
28. ↑  Tucker 2013, p. 89.
29. ↑  Tucker 2013, p. 383.
30. ↑  Tucker 2013, pp. 489-490.
31. ↑  Tucker 2013, p. 440.
32. 1 2  Tennery, pp. xxxvii-xxxix.
33. ↑  Johnson 2007, pp. 68-90.
34. ↑  Tucker 2013, pp. 135-137.
35. ↑  Johnson 2007, p. 80.
36. ↑  Tucker 2013, p. 143.
37. ↑  Tucker 2013, p. 138.
38. ↑  Tucker 2013, pp. 289 & 684.
39. ↑  (EN) Lieut. George Decatur Twiggs, su it.findagrave.com. URL consultato il 1º marzo 2023 (archiviato dall'url originale il 1º febbraio 2023).
40. ↑  Johnson 2007, p. 72.
41. ↑  Tennery, p. 72.
42. ↑  Tucker 2013, p. 1009.
43. ↑  (EN) George B. McClellan (a cura di), Constitution of the Aztec Club of 1847, Washington D.C., Judd & Detweiler, 1893  [1847],  p. 42 (archiviato dall'url originale il 10 marzo 2023).
44. 1 2 3 4 5 6 7 8  Silkenat 2019, p. 43.
45. 1 2 3 4 5 6 7 8  Sifakis 1988, p. 665.
46. 1 2 3 4  ed. Yoseloff 1956, p. 38.
47. ↑  ed. Yoseloff 1956, p. 33.
48. 1 2 3 4  Silkenat 2019, p. 44.
49. 1 2 3  Silkenat 2019, p. 45.
50. ↑  Tucker 2013, p. 393.
51. 1 2  ed. Yoseloff 1956, p. 34.
52. 1 2 3 4  ed. Yoseloff 1956, p. 35.
53. 1 2 3  (EN) Samuel Maverick et al., Resa del generale David E. Twiggs al governo texano, San Antonio, 18 febbraio 1861.
54. 1 2  (EN) Samuel Cooper, Espulsione del generale David E. Twiggs dall'esercito statunitense, Washington, 1º marzo 1861.
55. 1 2 3  Silkenat 2019, p. 46.
56. ↑  Silkenat 2019, p. 47.
57. ↑  Silkenat 2019, pp. 46-47.
58. ↑  ed. Yoseloff 1956, p. 39.
59. ↑  Silkenat 2019, p. 48.
60. ↑  Silkenat 2019, p. 42.
61. 1 2 3 4 5  Silkenat 2019, p. 49.
62. ↑  Winters 1963, p. 28.
63. ↑  Winters 1963, p. 47.
64. ↑  Winters 1963, p. 58.
65. ↑  Winters 1963, p. 64.
66. 1 2  (EN) David Twiggs, su it.findagrave.com. URL consultato il 1º marzo 2023 (archiviato dall'url originale il 1º febbraio 2023).
67. ↑  (EN) John Twiggs Myers, su it.findagrave.com. URL consultato il 1º marzo 2023 (archiviato dall'url originale il 13 gennaio 2023).
68. ↑  (EN) John W Twiggs, su it.findagrave.com. URL consultato il 15 novembre 2023 (archiviato dall'url originale il 15 novembre 2023).
69. ↑  (EN) Family burying ground of Good Hope Plantation, su hmdb.org. URL consultato il 27 dicembre 2015 (archiviato dall'url originale il 16 febbraio 2023).

### Fonti primarie
- (EN) AA.VV., Recollections of the Twiggs Surrender, in Battles & Leaders of the Civil War, vol. 1, New York, Thomas Yoseloff, 1956  [1887-1888],  pp. 33-39.
- (EN) Thomas D. Tennery, The Mexican War Diary of Thomas D. Tennery, a cura di D. E. Livingston-Little, University of Oklahoma Press, 1971  [redatto tra il 1846 e il 1848].
- (EN) TWIGGS, David Emanuel, in The American Annual Cyclopædia - 1862, II, New York, Appleton & Co., 1863,  p. 775.

### Fonti secondarie
- (EN) James W. Covington, The Seminoles of Florida, Gainesville, University Press of Florida, 1993, ISBN 0-8130-1196-5.
- (EN) Francis B. Heitman, Twiggs, David Emanuel, in Historical Register and Dictionary of the United States Army, vol. 1, Washington, Government Printing Office (governo degli Stati Uniti), 1903,  p. 976.
- (EN) Timothy D. Johnson, A Gallant Little Army: The Mexico City Campaign, Lawrence, University Press of Kansas, 2007, ISBN 978-0-7006-1541-4.
- (EN) Stewart Sifakis, TWIGGS, David Emanuel (1790-1862), in Who Was Who in the Civil War, New York, Facts of File Inc., 1988,  p. 665, ISBN 0-8160-1055-2.
- (EN) David Silkenat, 2 - Heroes and Cowards, in Raising the White Flag: How Surrender Defined the American Civil War, Chapel Hill, UNC Press Book, 2019,  pp. 42-49, ISBN 9781469649733.
- (EN) Spencer C. Tucker, The Encyclopedia of the Mexican-American War: A Political, Social and Military History, Santa Barbara, Denver, Oxford, ABC-CLIO, 2013, ISBN 978-1-85109-853-8.
- (EN) Ezra J. Warner, David Emanuel Twiggs, in Generals in Gray: Lives of the Confederate Commanders, Baton Rouge, Louisiana State University Press, 2002  [1959],  p. 312, ISBN 0-8071-0823-5.
- (EN) Annie C. Waters, A Documentary History of Fort Crawford (DOCX), East Brewton, 1975.
- (EN) John D. Winters, The Civil War in Louisiana, Londra, Baton Rouge, Louisiana State University Press, 1991  [1963], ISBN 0-8071-1725-0.